# Chronologie der australischen Kinder- und Jugendliteratur
Diese Chronologie der australischen Kinder- und Jugendliteratur soll einen Überblick über wichtige Ereignisse in der Geschichte der Kinder- und Jugendliteratur Australiens bieten.
Erfasst sind vor allem Veröffentlichungen wichtiger Kinder- und Jugendbücher, d. h. von Büchern, die entweder vom Publikum, von der Buchkritik oder von der Literaturwissenschaft stark beachtet worden sind. Unter der Bezeichnung „Kinder- und Jugendbücher“ werden dabei nicht nur solche Arbeiten verstanden, die von vornherein für junge Leser gedacht waren, sondern auch „kind-“ und „jugendgerechte“ Bearbeitungen von Büchern, die ursprünglich für andere Zielgruppen geschrieben worden sind.
Berücksichtigt sind daneben auch Einzelereignisse aus dem Gesamtumfeld der australischen Kinder- und Jugendliteratur wie z. B. die Gründung wichtiger Kinderbuchverlage oder die Stiftung von Literaturpreisen.

## 19. Jahrhundert
- 1841 – Charlotte Barton: A Mother's Offering to her Children: By a Lady, Long Resident in New South Wales
- 1894 – Ethel Turner: Seven Little Australians
- 1899 – Ethel C. Pedley: Dot and the Kangaroo

## 20. Jahrhundert

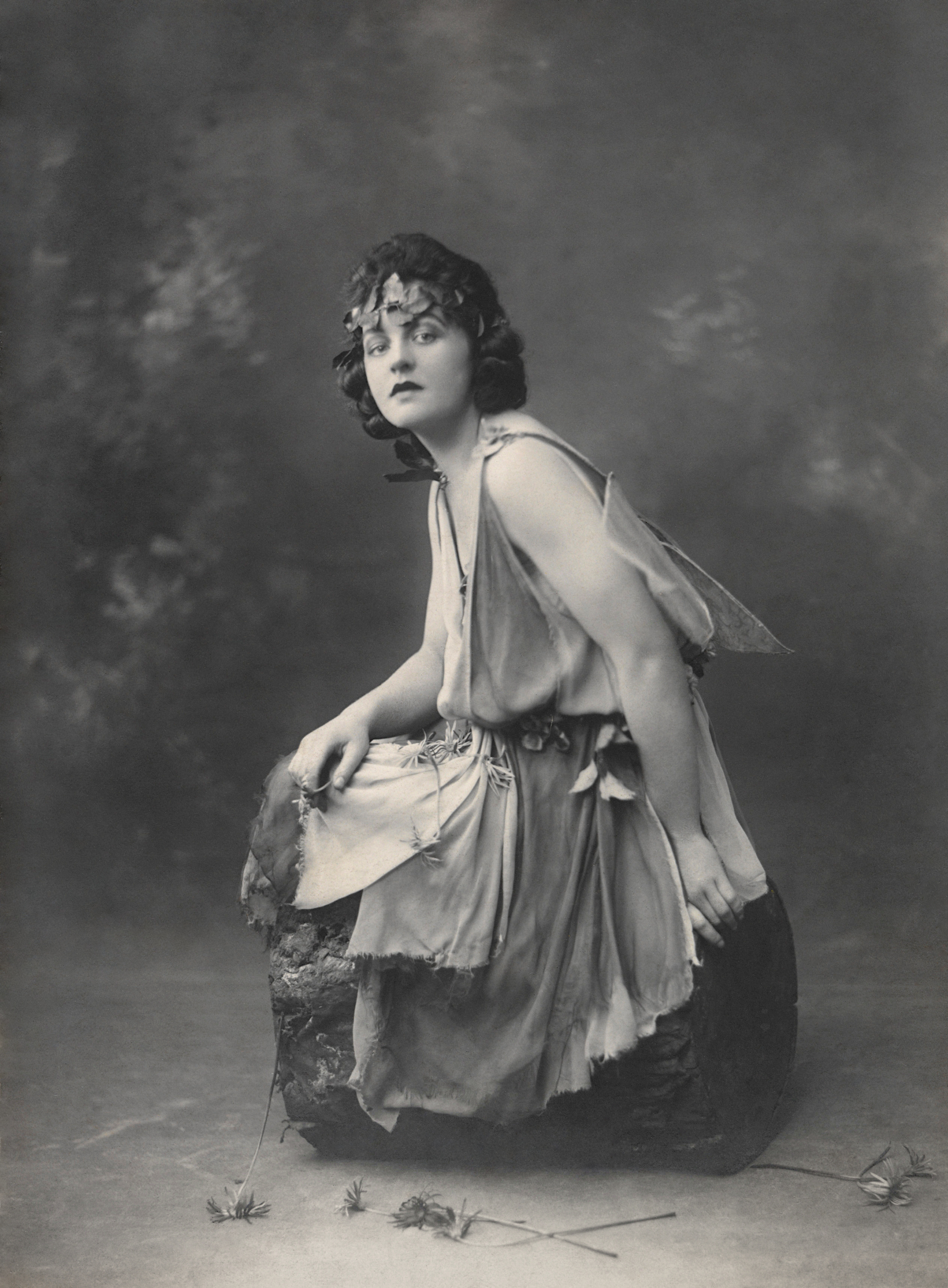
P. L. Travers (1899–1996), Autorin des Romans Mary Poppins

- 1912 – Mary Grant Bruce: Mates at Billabong
- 1918 – May Gibbs: Snuggleput and Cuddlepie
- 1923 – Pixie O'Harris: The O. K. Fairy Book: New Rhymes and Pictures for Kiddies Only
- 1934 – P. L. Travers: Mary Poppins
- 1935 – P. L. Travers: Mary Poppins Comes Back
- ca. 1940 – Lester Basil Sinclair alias John Mystery: The Adventures of the Woolly Sisters; The Adventures of Pearl and Plain
- 1940 – Pixie O'Harris: The Pixie O'Harris Story Book
- 1943 – P. L. Travers: Mary Poppins Opens the Door
- 1946 – Erstmalige Verleihung des Children’s Book Council of Australia Award (CBCA Award)
- 1947 – Nan Chauncy: They Found a Cave
- 1953 – Joan Phipson: Good Luck to the Rider
- 1955 – Patricia Wrightson: The Crooked Snake
- 1958 – Ivy Duffy Doherty: Susan Haskell, Missionary
- 1958ff – Elyne Mitchell: Silver Brumby-Serie
- 1958 – Eleanor Spence: Patterson's Track
- 1960 – Keith Smith: The Pied Piper: Keith Smith's Riddle Book for Children
- 1962–1982 – Ruth Park: The Muddle-Headed Wombat-Serie
- 1962 – Joan Phipson: The Family Conspiracy
- 1962 – Ivan Southall: Hills End
- 1963 – Eleanor Spence: The Green Laurel
- 1964 – Hesba Fay Brinsmead: Pastures of the Blue Crane
- 1964 – Mary Durack: The Courteous Savage: Yagan of the Bibbulmun
- 1965 – Geoffrey Dutton: Tisi and the Yabby
- 1966 – Ivan Southall: Ash Road
- 1966 – Colin Thiele: Storm Boy
- 1967 – S. A. Wakefield: Bottersnikes and Gumbles
- 1968 – Ivan Southall: To the Wild Sky
- 1969 – Morris Lurie: Twenty-Seventh Annual African Hippopotamus Race
- 1969 – Colin Thiele: Blue Fin
- 1971 – Ivan Southall: Josh; Bread and Honey
- 1973 – Patricia Wrightson: The Nargun and The Stars
- 1976 – Eleanor Spence: The October Child
- 1977 – Mary Durack: Tjakamarra: Boy Between two worlds
- 1977 – Patricia Wrightson: The Ice is Coming
- 1978 – Bill Scott: Boori
- 1979 – Colin Thiele, Robert Ingpen: River Murray Mary
- 1979ff – Margaret Roc: I Love-Serie
- 1980 – Hazel Edwards: There's a Hippopotamus on our Roof Eating Cake
- 1980 – Robert Ingpen: The Voyage of the Poppykettle
- 1980 – Ruth Park: Playing Beatie Bow
- 1980 – Bill Scott: Darkness Under the Hills
- 1980 – Irena Sibley: Rainbow
- 1981 – A. A. Barber: The Puggle Tales – Grandma Puggles Missing Silver Egg Timer
- 1981 – Keith Leopold: When We Ran
- 1982 – Ivy Duffy Doherty: For Rent One Grammy One Gramps
- 1982 – Victor Kelleher: Master of the Grove
- 1982 – Nadia Wheatley: Five Times Dizzy
- 1983 – Erstmalige Verleihung des Nan Chauncy Award (CBCA)
- 1983 – Mem Fox, Julie Vivas: Possum Magic
- 1983 – Patricia Wrightson: A Little Fear
- 1983 – Ann Coleridge, Roland Harvey: The Friends of Emily Culpepper
- 1984 – James Aldridge:  The True Story of Lilli Stubeck
- 1984 – Sonya Hartnett: Trouble All the Way
- 1984 – Bill Scott: Shadows Amongst the Leaves
- 1984 – Margaret Wild, Jack Hannah: Something Absolutely Enormous
- 1985 – Jack Bedson, Peter Gouldthorpe: Don't Get Burnt, or, The Great Australian Day at the Beach
- 1985 – David Greagg, Roland Harvey: Burke and Wills
- 1986 – Graeme Base: Animalia
- 1987 – Isobelle Carmody: Obernnewtyn
- 1987 – John Marsden: So Much to Tell You
- 1987 – Debra Oswald: Me and Barry Terrific
- 1988 – Erstmalige Verleihung des Crichton Award for Children’s Book Illustration (CBCA)
- 1988 – Jeannie Baker: Where the Forest Meets the Sea
- 1988 – Robin und Sally Hirst, Roland Harvey, Joe Levine: My Place in Space
- 1988 – Tim Winton: Jesse
- 1989 – Graeme Base: The Eleventh Hour
- 1989 – Cassandra Golds: Michael and the Secret War
- 1989 – Libby Hathorn: Thunderwith
- 1989 – Margaret Wild: The Very Best of Friends
- 1990 – Erstmalige Verleihung des Bilby Award (CBCA)
- 1990 – Mem Fox, Vivienne Goodman: Guess What?
- 1990 – Morris Gleitzman: Two Weeks With the Queen
- 1990 – Tim Winton: Lockie Leonard, Human Torpedo
- 1991 – Erstmalige Verleihung des Canberra's Own Outstanding List Award (COOL Award)
- 1991 – Julian Burnside: Matilda and the Dragon
- 1991 – Victor Kelleher: Del-Del
- 1991 – Robin Klein: Came Back to Show You I Could Fly
- 1991ff – Geoffrey McSkimming: Cairo Jim-Serie
- 1991 – Irena Sibley: The Bilbies's First Easter; When The Sun Took the Colours Away
- 1991 – Tim Winton: The Bugalugs Bum Thief
- 1991 – Gaele Sobott: The Magic Pool
- 1992 – Brian Caswell: A Cage of Butterflies
- 1992 – Garry Disher: The Bamboo Flute
- 1992 – Jackie French: The Roo that Won the Melbourne Cup
- 1993 – Carmel Charles, Francine Ngardarb Riches: Winin: Why the Emu Cannot Fly
- 1993 – Jackie French: Walking the Boundaries
- 1994 – Ron Elisha: Pigtales
- 1994 – Penny Flanagan: Changing the Sky
- 1994 – Sonya Hartnett: Wilful Blue
- 1994 – Libby Hathorn: Grandma's Shoes
- 1994 – Gretel Killeen: My Life is a Toilet
- 1995 – Jack Bedson, Peter Gouldthorpe: Sheep Dogs
- 1995 – Jackie French: Somewhere Around the Corner
- 1995 – Sonya Hartnett: Sleeping Dogs
- 1995 – Philip Neilsen: Emma and the Megahero
- 1995 – Garth Nix: Old Kingdom-Serie
- 1995 – Gillian Rubinstein: Galax-Arena
- 1995 – Colin Thompson: How to Live Forever
- 1996 – Steven Herrick: Love, Ghosts and Facial Hair
- 1996 – Victor Kelleher: Firedancer
- 1996 – John Marsden: Checkers
- 1996 – James Moloney: A Bridge to Wiseman's Cove
- 1997 – Brian Caswell, David Phu An Chiem: Only the Heart
- 1997 – Ron Elisha: Too Big
- 1997 – Pamela Freeman: Victor's Quest
- 1997ff – Andy Griffiths: Just-Serie
- 1997 – Marion Halligan: The Midwife's Daughters
- 1997ff – Paul Jennings, Morris Gleitzman: Wicked-Serie
- 1997 – Catherine Jinks: The Secret of Hermitage Isle
- 1997 – Philip Neilsen: The Lie; The Wombat King
- 1998 – Morris Gleitzman: Bumface
- 1998 – Steven Herrick: A Place Like This
- 1998 – Sheena Knowles: Edward the Emu
- 1998 – Alison Lester: The Quicksand Pony
- 1998 – Sophie Masson: Malkin
- 1999 – Erstmalige Verleihung des Leila St John Award (CBCA)
- 1999 – Garry Disher: The Devine Wind
- 1999 – Odo Hirsch: Bartlett and the Ice Voyage
- 1999 – Wendy Orr: Nim's Island
- 1999 – Margaret Wild: Jenny Angel
- 2000 – Goldie Alexander: My Australian Story: Surviving Sydney Cove
- 2000 – Alexander S. Foxhall, Annabelle Nieuwenhuizen: My grandma has gone to heaven
- 2000 – Susanne Gervay: I am Jack
- 2000ff – Morris Gleitzman, Paul Jennings: Deadly!-Serie
- 2000 – Bob Graham: Max
- 2000 – Bradley Trevor Greive: The Blue Day Book
- 2000 – Sonya Hartnett: Thursday's Child
- 2000 – Philip Neilsen, Gary Crew: Edward Britton
- 2000 – Margaret Wild: Fox

## Gegenwart
- 2001 – Jackie French: Dark Wind Blowing
- 2001 – Anita Heiss: Who am I? The Diary of Mary Talence
- 2001 – Anthony Hill: Soldier Boy
- 2001 – Joanne Horniman: Loving Athena, Mahalia
- 2001ff – Jeni Mawter: So-Serie
- 2001 – Irena Sibley: Zara's Zoo
- 2001ff – Janeen Webb: The Sinbad Chronicles-Serie
- 2002ff – Felice Arena: Specky Magee-Serie
- 2002 – Alyssa Brugman: Finding Grace; Walking Naked
- 2002 – Jackie French: Café on Callisto; The White Ship
- 2002 – Archimede Fusillo: The Dons
- 2002 – Bradley Trevor Greive: Priceless: The Vanishing Beauty of a Fragile Planet; The Meaning of Life
- 2002 – Ken Spillman, Jon Doust: Magpie Mischief
- 2002 – Roland Harvey: Islands in My Garden
- 2002 – Anthony Hill: Young Digger
- 2002 – Catherine Jinks: Eglantine
- 2002–2004 – Dave Luckett: The Rhianna Chronicle
- 2002 – Markus Zusak: Der Joker (The Messenger)
- 2003 – Catherine Bateson: Rain May and Captain Daniel
- 2003 – Catherine Bateson: Painted Love Letters
- 2003ff – Wendy Harmer: Pearlie the Park Fairy-Serie
- 2003 – Alison Lester: The Snow Pony
- 2003 – Doug MacLeod: Sister Madge's Book of Nuns
- 2003 – Kierin Meehan: Singing Night
- 2003 – Jennifer Rowe alias Emily Rodda: Deltora Quest-Serie
- 2003ff – Carole Wilkinson: Dragon Keeper-Serie
- 2004 – Erstmalige Verleihung des Dane Annabelle Rankin Award (CBCA)
- 2004 – Michael Gerard Bauer: The Running Man
- 2004 – Mem Fox, Judy Horacek: Where is the Green Sheep
- 2004 – Morris Gleitzman: Toad Rage
- 2004 – Morris Gleitzman: Boy Overboard
- 2004 – Sonya Hartnett: The Silver Donkey
- 2004 – Barry Jonsberg: The Whole Business with Kiffo and the Pitbull
- 2004 – James Moloney: The Book of Lies
- 2004 – Martine Murray: How to Make a Bird
- 2005 – Randa Abdel-Fattah:  Does My Head Look Big in This?
- 2005 – Kathryn Deans: Shimmer
- 2005 – Sonya Hartnett: Surrender
- 2005 – Ingrid Jonach: A Lot of Things
- 2005 – Barry Jonsberg: It's Not All About YOU, Calma
- 2005 – Mundara Koorang: The Little Platypus and the Fire Spirit
- 2005 – Kierin Meehan: In the Monkey Forest
- 2005 – Martine Murray: The Slightly True Story of Cedar B. Hartley
- 2005ff – Annie O’Dowd: Seadog Adventures-Serie
- 2005 – Ken Spillman, Jon Doust: Magwheel Madness
- 2006 – Michael Gerarde Bauer: Don't Call Me Ishmael
- 2006 – Ursula Dubosarsky: The Red Shoe
- 2006 – Pamela Freeman: The Black Dress
- 2006 – Bradley Trevor Greive: A Teaspoon of Courage
- 2006 – Mardi McConnochie: Melissa, Queen of Evil
- 2006ff – Sophie Masson: Thomas Trew-Serie
- 2006ff – Felicity Pulman: The Janna Mysteries
- 2006 – Shaun Tan: Ein neues Land (The Arrival)
- 2006 – Markus Zusak: Die Bücherdiebin (The Book Thief)
- 2007 – Catherine Bateson: Being Bee
- 2007 – Jackie French: Pharaoh
- 2007 – Anita Heiss: Yirra and Her Deadly Dog
- 2007 – Judy Horacek: The Story of Growl
- 2007 – Ingrid Jonach: The Frank Frankie
- 2007 – Mardi McConnochie: Dangerous Games
- 2007 – James Roy: Town
- 2008 – Margo Lanagan: Tender Morsels
- 2008 – Philip Neilsen: Splot the Viking